# Alada
Alada Empresa de Transportes Aéreos és una aerolínia amb base a Luanda, Angola. Va ser fundada en 1995 i proporciona vols xàrter de passatgers i càrrega a Angola i a altres parts d'Àfrica. La seva base principal és l'Aeroport Internacional Quatro de Fevereiro, Luanda. El seu AOC va ser revocat en 2010.

## Flota
El juny de 2011, la flota d'Alada incloïa els següents aparells:
- 1 Antonov An-12
- 2 Antonov An-32
- 2 Ilyushin Il-18